# Imperobator
Imperobator  antarcticus
Genre
Espèce
Imperobator est un genre fossile de dinosaures théropodes du Maastrichien (Crétacé supérieur) découvert en Antarctique dans une formation géologique de l'île James Ross.
Une seule espèce est rattachée au genre, Imperobator  antarcticus, décrite par les paléontologues Ricardo C. Ely (d) et Judd A. Case (d) en 2019. 

## Présentation
Découvert en 2003, il était, avant sa description, officieusement surnommé « Naze » et rattaché aux Dromaeosauridae, malgré l'absence de griffe en forme de faucille, caractéristique du groupe. En 2019, les auteurs de la description ont suggéré que Imperobator était d'une taille proche de celle d’Utahraptor (soit environ 2 m de haut).

## Publication originale
- (en) Ricardo C. Ely et Judd A. Case, « Phylogeny of A New Gigantic Paravian (Theropoda; Coelurosauria; Maniraptora) From The Upper Cretaceous Of James Ross Island, Antarctica », Cretaceous Research, Elsevier, vol. 101,‎ 2019, p. 1-16 (ISSN 0195-6671 et 1095-998X, OCLC 36935308, DOI 10.1016/J.CRETRES.2019.04.003, lire en ligne).